# ELENA (banco de dados)
O sistema ELENA, um acrônimo do alemão para comprovante eletrônico de lucro (elektronischer Entgeltnachweis), foi um banco de dados alemão introduzido no dia 1º de janeiro de 2010, tendo sido implementado com o intuito de reduzir a burocracia e a agilizar os processos relacionados a serviços sociais, por exemplo benefícios de bem-estar, reunindo informações sobre todos empregados na Alemanha, como sua renda, greves em que participou e número de dias de férias, a serem atualizadas mensalmente pelo empregador.
Foi muito criticado devido à problemas de segurança encontrados relacionados à proteção de informações pessoais e sensíveis, um destes foi a escala do ELENA e sua complexidade, assim como informações adicionais dos empregados que não se mostravam necessárias para as atividades a que estava destinado, que comparado ao antigo sistema utiliza mais dados e formulários, e pelo novo processo de aquisição de dados o qual retira o empregado ao qual os dados pessoais pertencem como intermediário para o acesso por órgãos de desemprego. A escala mostra-se como um problema pelo acúmulo necessitar de uma maior proteção, enquanto que anteriormente informações pessoais de empregados estavam descentralizadas por estarem distribuídas em cada empresa, já a complexidade trata da falta de transparência e de acessibilidade ao código.
Devido a todos defeitos encontrados e outras razões como as reclamações por grupos de proteção a direitos civis e proteção de dados, a ineficiência do projeto e aumento do custo, o projeto foi então oficialmente encerrado em 3 de dezembro de 2011. Quanto aos dados o governo afirma ter destruído a chave usada para a criptografia no sistema e afirma que iriam deletar todos os dados presentes no banco de dados posteriormente, mas que não parece ser um projeto que o governo tenha abandonado totalmente, e que talvez tenha intenções de reproduzir.
No texto "Privacy by Design" são feitas observações sobre o projeto a respeito da proteção e importância dos dados pessoais, pois estes especificamente são considerados sensíveis pois podem ser mal utilizados de forma a prejudicar e discriminar um indivíduo de diversas maneiras, tendo este tipo de informação exposta. Também é comentada a concepção do projeto, que foi diferente de um dos princípios do PbD, no qual deve-se ser considerada uma segurança básica desde o início do projeto, de forma a não complicar e comprometer a segurança pela não inclusão desde o começo, sendo um dos ideias do projeto e não uma segurança a ser adicionada posteriormente, pois esta pode apresentar-se fraca pois pode ser inadequada para a natureza do sistema em questão e mal implementada e com características de soluções ao invés de um sistema de proteção incorporado e embarcado.

## Diretrizes do sistema
Para a proteção de dados, foram estabelecidas leis e regras seguindo normas do BSI (Bundesamt für Sicherheit in der Informationstechnik), o órgão federal alemão para a proteção de tecnologia da informação no país, e os códigos da Lei de Proteção de Dados Federal, o BDSG (Bundesdatenschutzgesetz) gerando as seguintes diretrizes adicionais:
1. Criptografia de todos os canais de transmissão e todos os arquivos de dados no banco de dados;
2. Separação entre a central de dados e os órgãos responsáveis pelo registro e o processamento de dados de diferentes formas, separações espaciais, organizacionais, técnicas e de pessoal;
3.Rigorosa separação entre o órgão para armazenar os dados e o órgão responsável para administrar a chave mestra.
4.Manutenção de um registro de todas as transações de banco de dados, consultas, etc., a fim de documentar todas as operações de processamento de dados por autoridades de supervisão de proteção dos dados.
5. Eliminação imediata e sistemática de dados quando eles não são mais necessários;
6. Separação técnica interna e isolamento de todas as unidades organizacionais envolvidas no sistema, em diversas camadas, físicas e de monitoração.
7. Princípio de requerer duas assinaturas para recuperar dados (de quem deseja os dados e do proprietário deles, desde que tenha consigo um cartão com uma assinatura qualificada e legalmente requisitada)
8. Somente as agências autorizadas podem pegar os dados necessários para realizar a tarefa em questão (sujeito a restrições tanto de conteúdo quanto de tempo);
9. Medidas técnicas para garantir que os dados são utilizados apenas para a finalidade para a qual foram recolhidas.